# Rowan Crothers
Rowan Crothers, né le 24 octobre 1997 à Gosford, est un nageur australien.
Médaillé d'or aux Championnats du monde de natation handisport en 2013 au 4x100 mètres relai nage libre, il remporte l'or également au 100 mètres nage libre catégorie S9 aux Jeux du Commonwealth de 2014, établissant un nouveau record du monde pour la catégorie en 54,88 secondes,. Né prématuré de quinze semaines, il est atteint d'infirmité motrice cérébrale et concourt aux épreuves de handisport.